# Karl Deilmann
Karl Deilmann (ur. 1894, zm. 24 czerwca 1971) – niemiecki as myśliwski z czasów I wojny światowej z 6 potwierdzonymi zwycięstwami powietrznymi.
Służbę w Luftstreitkräfte rozpoczął we wrześniu 1914 roku. W FFA 34 służył od października 1914, następnie został przeniesiony do FFA 58. Swoje pierwsze zwycięstwa powietrzne odniósł w 1916 roku służąc w Bogohl 5. Wówczas został odznaczony Krzyżem Żelaznym I klasy. W końcu 1916 roku został promowany na stopień podporucznika i skierowany do nowo sformowanej jednostki myśliwskiej. W jednostce pozostawał do czasu odniesienia swojego 6. i ostatniego zwycięstwa powietrznego – 17 sierpnia 1917 roku. Po dwumiesięcznej służbie w FAA244 został instruktorem pilotażu.